# Liste des provinces et territoires du Canada par point culminant
Cette liste présente les provinces et territoires du Canada par point culminant.
Concernant le premier niveau de l'administration territoriale du pays, le Canada compte dix provinces et trois territoires.

## Liste
- sommets situés entre deux subdivisions canadiennes de premier niveau ;
- sommets situés entre la frontière canadienne et celle d'un État limitrophe (en).

| Rang | Subdivision               | Sommet            | Altitude (m) | Chaîne/Massif                                     | Coordonnées                          | Image                  |
| ---- | ------------------------- | ----------------- | ------------ | ------------------------------------------------- | ------------------------------------ | ---------------------- |
| 1    | Yukon                     | Mont Logan        | 5 959        | Chaîne Saint-Élie                                 | 60° 34′ 02″ nord, 140° 24′ 19″ ouest | Mont Logan             |
| 2    | Colombie-Britannique,     | Mont Fairweather  | 4 663        | Chaîne Saint-Élie                                 | 58° 54′ 23″ nord, 137° 31′ 36″ ouest | Mont Fairweather       |
| 3    | Alberta                   | Mont Columbia     | 3 747        | Chaînon Winston Churchill (Rocheuses canadiennes) | 52° 08′ 50″ nord, 117° 26′ 30″ ouest | Mont Columbia          |
| 4    | Territoires du Nord-Ouest | Mont Nirvana (en) | 2 773        | Monts Mackenzie                                   | 61° 52′ 29″ nord, 127° 40′ 49″ ouest | Mont Nirvana           |
| 5    | Nunavut                   | Mont Barbeau      | 2 616        | Chaîne British Empire (Cordillère Arctique)       | 81° 55′ 36″ nord, 74° 59′ 12″ ouest  | Mont Barbeau           |
| 6    | Québec                    | Mont D'Iberville  | 1 652        | Chaînon Selamiut (Cordillère Arctique)            | 58° 53′ 01″ nord, 63° 42′ 57″ ouest  | Mont D'Iberville       |
| 6    | Terre-Neuve-et-Labrador   | Mont D'Iberville  | 1 652        | Chaînon Selamiut (Cordillère Arctique)            | 58° 53′ 01″ nord, 63° 42′ 57″ ouest  | Mont D'Iberville       |
| 7    | Saskatchewan              | Sommet non nommé  | 1 392        | Montagne de Cyprès                                | 49° 33′ 04″ nord, 109° 59′ 14″ ouest | Montagne de Cyprès     |
| 8    | Manitoba                  | Mont Baldy        | 832          | Escarpement du Manitoba (en)                      | 51° 28′ 07″ nord, 100° 43′ 42″ ouest | Mont Baldy             |
| 9    | Nouveau-Brunswick         | Mont Carleton     | 820          | Appalaches                                        | 47° 22′ 41″ nord, 66° 52′ 33″ ouest  | Mont Carleton          |
| 10   | Ontario                   | Crête Ishpatina   | 693          | Bouclier canadien                                 | 47° 19′ 00″ nord, 80° 45′ 00″ ouest  | Crête Ishpatina        |
| 11   | Nouvelle-Écosse           | Colline White     | 532          | Plateau du Cap-Breton                             | 46° 42′ nord, 60° 36′ ouest          | Illustration manquante |
| 12   | Île-du-Prince-Édouard     | Point non nommé   | 142          | Aucun                                             | 46° 19′ 52″ nord, 63° 25′ 08″ ouest  | Illustration manquante |

## Carte
| Mont Logan Mont Fairweather Mont Columbia Mont Nirvana Mont Barbeau Mont D'Iberville Sommet non nommé Mont Baldy Mont Carleton Crête Ishpatina Colline White Point non nommé |